# Maria Carmela Lanzetta
Maria Carmela Lanzetta (ur. 1 marca 1955 w Mammoli) – włoska polityk, samorządowiec i farmaceutka, działaczka antymafijna, minister ds. regionalnych w rządzie Mattea Renziego (2014–2015).

## Życiorys
Ukończyła farmację na Uniwersytecie Bolońskim. Zaangażowała się w działalność przeciwko kalabryjskiej organizacji przestępczej ’Ndrangheta, uzyskując dzięki temu pewną popularność. W ramach retorsji prowadzona przez nią apteka została spalona, innym razem doszło do ataku na jej samochód. W 2006 została wybrana na burmistrza Monasterace, zrezygnowała w 2013 w trakcie drugiej kadencji, krytykując brak wsparcia jej walki z mafią ze strony innych sił politycznych. Dołączyła do sekretariatu krajowego Partii Demokratycznej, w wyborach na przewodniczącego tego ugrupowania popierała Giuseppe Civatiego.
21 lutego 2014 kandydat na premiera Matteo Renzi ogłosił jej nominację na urząd ministra bez teki ds. regionalnych. Zakończyła urzędowanie 30 stycznia 2015. W 2019 dołączyła do ugrupowania Italia Viva.